# Antonio Mantica
Antonio Mantica (Bevadoro, 17 gennaio 1871 – Vicenza, 18 giugno 1958) è stato un religioso italiano.
Dopo un periodo di missione nel Sudan, nel 1914 venne inviato da Mons. Ferdinando Rodolfi, vescovo di Vicenza, a Bucarest alla guida della comunità italiana ivi residente.
In Bucarest fondò la chiesa del SS. Redentore e ne divenne parroco.
La sera del 27 dicembre del 1949, Padre Antonio Mantica, da più di trent'anni Parroco della Comunità del SS. Redentore, fu chiamato al Ministero rumeno degli Interni e trattenuto, per cinque giorni, inducendolo, con metodi di violenza psicofisica, a dichiarare al pubblico che lasciava la Romania spontaneamente e non a seguito di espulsione.
Lasciò Bucarest per l'Italia il 7 febbraio 1950.
Nella Chiesa del SS. Redentore, a seguito dell'espulsione di Padre Antonio Mantica, si era reso vacante l'ufficio di parroco e di rettore. Il Nunzio Apostolico Mons. Gerard O'Hara e il Ministro d'Italia domandarono a Padre Clemente Gatti se avrebbe accettato l'incarico di Rettore della Chiesa Italiana, essendo stata soppressa parrocchia per ordine del Governo comunista ateo.